# Crotonogynopsis
Crotonogynopsis é um género botânico pertencente à família Euphorbiaceae.
Apresenta unicamente 2 espécies, encontrados na África

## Espécies
- Crotonogynopsis akeassii
- Crotonogynopsis usambarica

## Nome e referências
Crotonogynopsis Pax